# Kissology Volume 2: 1978–1991
Kissology Volume 2: 1978–1991 je hudební DVD video skupiny Kiss vydané v roce 2007.DVD obsahuje tři disky, plus jeden ze tří samostatných bonusových disků prodávaných pouze v rámci úvodních prvních výlisků.

## Seznam skladeb

### Disc 1
- Land of Hype and Glory with Edwin Newman – 10.1. 1978
- Kiss in Attack of the Phantoms European Theatrical Cut – 1979
- The Tomorrow Show with Tom Snyder (částečné) – 31.10. 1979

### Disc 2
- „Shandi“ (music video) – 1980
- CNN Interview with Peter Criss – 24.9. 1980
- Countdown – 21.9. 1980
- Rockpop – 13.9. 1980

1. „She’s So European“
2. „Talk to Me“

- KISS Invades Australia – Sydney Showground: Sydney, Australia – 22.9. 1980 – Unmasked Tour

1. „Detroit Rock City“
2. „Cold Gin“
3. „Strutter“
4. „Shandi“
5. „Calling Dr. Love“
6. „Firehouse“
7. „Talk to Me“
8. „Is That You?“
9. „2,000 Man“
10. „I Was Made for Lovin' You“
11. „New York Groove“
12. „Love Gun“
13. „'Drum Solo“/„God of Thunder“ (Incomplete)
14. „Rock and Roll All Nite“
15. „Shout It Out Loud“
16. „King of the Night Time World“
17. „Paul Stanley's Solo“ + „Black Diamond“

- Fridays – 15.1. 1982

1. „The Oath“
2. „A World Without Heroes“
3. „I“

- Top Pop – listopad 1982

1. „I Love It Loud“

### Disc 3
- Maracanã Stadium: Rio de Janeiro, Brazil 18.6. 1983 – Creatures of the Night Tour

1. „Creatures of the Night“
2. „Cold Gin“
3. „Calling Dr. Love“
4. „Firehouse“
5. „I Love It Loud“
6. „War Machine“
7. „Black Diamond“
8. „Rock and Roll All Nite“

- MTV Special: KISS Unmasking – 18.9. 1983
- Cascais Hall: Lisbon, Portugal – 11.10. 1983 – Lick It Up Tour

1. „Creatures of the Night“
2. „Detroit Rock City“

- The Spectrum: Philadelphia, PA – 18.12. 1987 – Crazy Nights Tour

1. „Love Gun“
2. „Bang Bang You“
3. „Reason to Live“
4. „No, No, No“
5. „Crazy, Crazy Nights“

- The Palace at Auburn Hills: Detroit, MI – 14.10. 1990 – Hot in the Shade Tour

1. „I Stole Your Love“
2. „Deuce“
3. „Heaven’s on Fire“
4. „Crazy Crazy Nights“
5. „Makin' Love“
6. „Black Diamond“
7. „Shout It Out Loud“
8. „Strutter“
9. „Calling Dr. Love“
10. „I Was Made for Lovin’ You“
11. „Fits Like a Glove“
12. „Hide Your Heart“
13. „Lick It Up“
14. „God of Thunder“
15. „Forever“
16. „Cold Gin“
17. „Tears Are Falling“
18. „I Love It Loud“
19. „Love Gun“
20. „Detroit Rock City“
21. „I Want You“
22. „Rock and Roll All Nite“

- Day in Rock – 25.11. 1991: MTV News excerpt
- Music Video – 1991

1. „God Gave Rock ‘n’ Roll to You II“

- Bonus after the credits

1. Eric Carr in the hospital.

- EASTER EGG on the menu if you click on the „KISSology“ : Gene Simmons & Mark St. John Interview

### Bonus Disc 1
(Pouze v ostatních maloobchodech)

Nippon Budokan – Tokyo, Japan 21.4. 1988 – Crazy Nights Tour
1. „Love Gun“
2. „Cold Gin“
3. „Crazy Crazy Nights“
4. „Heaven's on Fire“
5. „War Machine“
6. „I Love It Loud“
7. „Lick It Up“
8. „I Was Made for Lovin' You“
9. „Detroit Rock City“

### Bonus Disc 2
(Pouze ve Walmart, Sam's Club a Amazon)

Capital Centre, Largo, MD – 8.7. 1979 – Dynasty Tour
1. „Radioactive“
2. „Move On“
3. „Calling Dr. Love“
4. „Firehouse“
5. „New York Groove“
6. „I Was Made for Lovin' You“
7. „Love Gun“
8. „Tossin' and Turnin'“
9. „God of Thunder“
10. „Shout It Out Loud“
11. „Black Diamond“
12. „Detroit Rock City“
13. „Rock and Roll All Nite“

### Bonus Disc 3
(Pouze v Best Buy)

The Ritz New York, NY – 13.8. 1988 – Crazy Nights Tour
1. „Deuce“
2. „Love Gun“
3. „Fits Like a Glove“
4. „Heaven's on Fire“
5. „Cold Gin“
6. „Black Diamond“
7. „Firehouse“
8. „Crazy, Crazy Nights“
9. „Calling Dr. Love“
10. „War Machine“
11. „Tears Are Falling“

## Obsazení
- Paul Stanley – kytara, zpěv
- Gene Simmons – basová kytara, zpěv
- Peter Criss – bicí, zpěv
- Eric Carr – bicí, zpěv
- Ace Frehley – sólová kytara, zpěv
- Vinnie Vincent – sólová kytara, zpěv
- Mark St. John – sólová kytara, zpěv
- Bruce Kulick – sólová kytara, zpěv